# Wapen van het Koninkrijk der Beide Siciliën

Verklaring van de negentien wapens en de zes ridderordes

Het wapen van het Koninkrijk der Beide Siciliën was zowel het symbool van dit historische land als van het Huis Bourbon-Sicilië. Het bestond uit negentien wapens van gebieden die in de loop van de geschiedenis in de vorm van een personele unie verbonden zijn geweest met de koninkrijken Napels en Sicilië, waaruit het Koninkrijk der Beide Siciliën in 1816 was ontstaan. Daaromheen hingen de ketens van zes ridderordes. Het wapen werd bekroond met een koningskroon. 
Het wapen vertoont overeenkomsten met het wapen van Spanje in de achttiende eeuw.